# 19.ª etapa da Volta a Espanha de 2022
A 19.ª etapa da Volta a Espanha de 2022 teve lugar a 9 de setembro de 2022 com início e final em Talavera de la Reina sobre um percurso de 138,3 km. O vencedor foi o dinamarquês Mads Pedersen do Trek-Segafredo e o belga Remco Evenepoel manteve a liderança um dia mais.

## Classificação da etapa
| Talavera de la Reina - Talavera de la Reina | média montanha | (138,3 km) |

| \| Classificação por etapas \| Classificação por etapas \| Classificação por etapas \| Classificação por etapas \| Classificação por etapas \| \| Ciclista \| Ciclista \| Equipe \| Tempo \| \| \| ------------------------ \| ------------------------ \| ------------------------ \| ------------------------ \| ------------------------ \| \| 1. \| Mads Pedersen \| Trek-Segafredo \| 3h19m11s \| \| \| 2. \| Fred Wright \| Bahrain Victorious \| + 0s \| \| \| 3. \| Gianni Vermeersch \| Alpecin-Deceuninck \| + 0s \| \| \| 4. \| Ben Turner \| Ineos Grenadiers \| + 0s \| \| \| 5. \| Mike Teunissen \| Jumbo-Visma \| + 0s \| \| \| 6. \| Jonas Koch \| Bora-Hansgrohe \| + 0s \| \| \| 7. \| Omer Goldstein \| Israel-Premier Tech \| + 0s \| \| \| 8. \| Raúl García Pierna \| Equipo Kern Pharma \| + 0s \| \| \| 9. \| Miguel Ángel López \| Astana Qazaqstan Team \| + 0s \| \| \| 10. \| Dylan van Baarle \| Ineos Grenadiers \| + 0s \| \| |                    |                       |          |
| |                    |                       |          |
| Fonte: ProCyclingStats |                    |                       |          |
| Classificação por etapas |                    |                       |          |
| Ciclista | Ciclista           | Equipe                | Tempo    |
| 1. | Mads Pedersen      | Trek-Segafredo        | 3h19m11s |
| 2. | Fred Wright        | Bahrain Victorious    | + 0s     |
| 3. | Gianni Vermeersch  | Alpecin-Deceuninck    | + 0s     |
| 4. | Ben Turner         | Ineos Grenadiers      | + 0s     |
| 5. | Mike Teunissen     | Jumbo-Visma           | + 0s     |
| 6. | Jonas Koch         | Bora-Hansgrohe        | + 0s     |
| 7. | Omer Goldstein     | Israel-Premier Tech   | + 0s     |
| 8. | Raúl García Pierna | Equipo Kern Pharma    | + 0s     |
| 9. | Miguel Ángel López | Astana Qazaqstan Team | + 0s     |
| 10. | Dylan van Baarle   | Ineos Grenadiers      | + 0s     |

## Classificações ao final da etapa

### Classificação geral
| \| Classificação geral \| Classificação geral \| Classificação geral \| Classificação geral \| Classificação geral \| \| Ciclista \| Ciclista \| Equipe \| Tempo \| \| \| ------------------- \| ------------------- \| ---------------------- \| ------------------- \| ------------------- \| \| 1. \| Remco Evenepoel \| Quick-Step Alpha Vinyl \| 73h18m23s \| \| \| 2. \| Enric Mas \| Movistar Team \| + 2m07s \| \| \| 3. \| Juan Ayuso \| UAE Team Emirates \| + 5m14s \| \| \| 4. \| Miguel Ángel López \| Astana Qazaqstan Team \| + 5m56s \| \| \| 5. \| Carlos Rodríguez \| Ineos Grenadiers \| + 6m49s \| \| \| 6. \| João Almeida \| UAE Team Emirates \| + 7m14s \| \| \| 7. \| Thymen Arensman \| Team DSM \| + 8m09s \| \| \| 8. \| Ben O'Connor \| AG2R Citroën Team \| + 9m37s \| \| \| 9. \| Rigoberto Urán \| EF Education-EasyPost \| + 9m56s \| \| \| 10. \| Jai Hindley \| Bora-Hansgrohe \| + 12m03s \| \| |                    |                        |           |
| |                    |                        |           |
| Fonte: ProCyclingStats |                    |                        |           |
| Classificação geral |                    |                        |           |
| Ciclista | Ciclista           | Equipe                 | Tempo     |
| 1. | Remco Evenepoel    | Quick-Step Alpha Vinyl | 73h18m23s |
| 2. | Enric Mas          | Movistar Team          | + 2m07s   |
| 3. | Juan Ayuso         | UAE Team Emirates      | + 5m14s   |
| 4. | Miguel Ángel López | Astana Qazaqstan Team  | + 5m56s   |
| 5. | Carlos Rodríguez   | Ineos Grenadiers       | + 6m49s   |
| 6. | João Almeida       | UAE Team Emirates      | + 7m14s   |
| 7. | Thymen Arensman    | Team DSM               | + 8m09s   |
| 8. | Ben O'Connor       | AG2R Citroën Team      | + 9m37s   |
| 9. | Rigoberto Urán     | EF Education-EasyPost  | + 9m56s   |
| 10. | Jai Hindley        | Bora-Hansgrohe         | + 12m03s  |

### Classificação por pontos
| Classificação por pontos | Classificação por pontos | Classificação por pontos | Classificação por pontos | Classificação por pontos |
| Ciclista                 | Ciclista                 | Equipe                   | Pontos                   |                          |
| ------------------------ | ------------------------ | ------------------------ | ------------------------ | ------------------------ |
| 1.                       | Mads Pedersen            | Trek-Segafredo           | 379 pts                  |                          |
| 2.                       | Fred Wright              | Bahrain Victorious       | 174 pts                  |                          |
| 3.                       | Marc Soler               | UAE Team Emirates        | 133 pts                  |                          |
| 4.                       | Remco Evenepoel          | Quick-Step Alpha Vinyl   | 123 pts                  |                          |
| 5.                       | Enric Mas                | Movistar Team            | 107 pts                  |                          |
| 6.                       | Danny van Poppel         | Bora-Hansgrohe           | 92 pts                   |                          |
| 7.                       | Pascal Ackermann         | UAE Team Emirates        | 86 pts                   |                          |
| 8.                       | Ander Okamika            | Burgos-BH                | 67 pts                   |                          |
| 9.                       | Lawson Craddock          | BikeExchange-Jayco       | 64 pts                   |                          |
| 10.                      | Jesús Herrada            | Cofidis                  | 62 pts                   |                          |

### Classificação da montanha
| Classificação da montanha | Classificação da montanha | Classificação da montanha | Classificação da montanha | Classificação da montanha |
| Ciclista                  | Ciclista                  | Equipe                    | Pontos                    |                           |
| ------------------------- | ------------------------- | ------------------------- | ------------------------- | ------------------------- |
| 1.                        | Richard Carapaz           | Ineos Grenadiers          | 50 pts                    |                           |
| 2.                        | Enric Mas                 | Movistar Team             | 26 pts                    |                           |
| 3.                        | Thymen Arensman           | Team DSM                  | 23 pts                    |                           |
| 4.                        | Robert Stannard           | Alpecin-Deceuninck        | 21 pts                    |                           |
| 5.                        | Marc Soler                | UAE Team Emirates         | 20 pts                    |                           |
| 6.                        | Remco Evenepoel           | Quick-Step Alpha Vinyl    | 19 pts                    |                           |
| 7.                        | Jimmy Janssens            | Alpecin-Deceuninck        | 17 pts                    |                           |
| 8.                        | Miguel Ángel López        | Astana Qazaqstan Team     | 16 pts                    |                           |
| 9.                        | Thibaut Pinot             | Groupama-FDJ              | 13 pts                    |                           |
| 10.                       | Jesús Herrada             | Cofidis                   | 11 pts                    |                           |

### Classificação dos jovens
| Classificação dos jovens | Classificação dos jovens | Classificação dos jovens | Classificação dos jovens | Classificação dos jovens |
| Ciclista                 | Ciclista                 | Equipe                   | Tempo                    |                          |
| ------------------------ | ------------------------ | ------------------------ | ------------------------ | ------------------------ |
| 1.                       | Remco Evenepoel          | Quick-Step Alpha Vinyl   | 73h18m23s                |                          |
| 2.                       | Juan Ayuso               | UAE Team Emirates        | + 5m14s                  |                          |
| 3.                       | Carlos Rodríguez         | Ineos Grenadiers         | + 6m49s                  |                          |
| 4.                       | João Almeida             | UAE Team Emirates        | + 7m14s                  |                          |
| 5.                       | Thymen Arensman          | Team DSM                 | + 8m09s                  |                          |
| 6.                       | Gino Mäder               | Bahrain Victorious       | + 47m19s                 |                          |
| 7.                       | José Félix Parra         | Equipo Kern Pharma       | + 53m51s                 |                          |
| 8.                       | Sergio Higuita           | Bora-Hansgrohe           | + 1h00m36s               |                          |
| 9.                       | Clément Champoussin      | AG2R Citroën Team        | + 1h16m41s               |                          |
| 10.                      | Edoardo Zambanini        | Bahrain Victorious       | + 1h19m50s               |                          |

### Classificação por equipas
| Classificação por equipes | Classificação por equipes          | Classificação por equipes | Classificação por equipes |
| Equipe                    | Equipe                             | Tempo                     |                           |
| ------------------------- | ---------------------------------- | ------------------------- | ------------------------- |
| 1.                        | UAE Team Emirates                  | 219h08m58s                |                           |
| 2.                        | Ineos Grenadiers                   | + 48m53s                  |                           |
| 3.                        | Bahrain Victorious                 | + 1h11m54s                |                           |
| 4.                        | Movistar Team                      | + 1h13m20s                |                           |
| 5.                        | Bora-Hansgrohe                     | + 1h22m24s                |                           |
| 6.                        | Astana Qazaqstan Team              | + 1h27m21s                |                           |
| 7.                        | Jumbo-Visma                        | + 2h35m05s                |                           |
| 8.                        | EF Education-EasyPost              | + 2h01m12s                |                           |
| 9.                        | Intermarché-Wanty-Gobert Matériaux | + 2h08m06s                |                           |
| 10.                       | Groupama-FDJ                       | + 2h18m02s                |                           |

## Abandonos
Nenhum.